# El contrabajo
El contrabajo (Der Kontrabaß, 1981) es un monólogo teatral que fue la primera publicación del escritor alemán Patrick Süskind. Se interpretó en la temporada de 1984-85, con más de 500 representaciones, siendo bien recibida por el público y la crítica. 

## Trama
El monólogo abre con la segunda sinfonía de Brahms, que reproduce un tocadiscos. El personaje está fuera, pero le habla al público sobre la sinfonía en la que él mismo toca su instrumento: el contrabajo. A continuación, el personaje hace una extensa descripción de las cualidades del instrumento, al que considera el elemento más importante de la orquesta, incluido el director. 
Pero a medida que avanza el monólogo, los datos sobre el instrumento se van intercalando con episodios de la vida del monologante, que progresivamente se muestra más dominada por el contrabajo. Dice, incluso, que le impide llevar una vida emocional y sexual normal. Descubrimos que el personaje es un hombre aislado (su departamento está incluso insonorizado) y sin ningún control sobre su propia vida personal.

## Escenarios
- En Buenos Aires este unipersonal fue interpretado por el prestigioso actor argentino Héctor Bidonde dirigido por Rubén Schumacher, en los teatros "Presidente Alvear", "Instituto Goethe", "Galpón del Sur", "Leopoldo Marechal" (Ramos Mejía), "IFT", "Paternal Teatro" y gira por el interior del país, en los años 1988, 1989, 1992, 1994, 1999 y 2002.

- En País Vasco, Mikel Martinez (Maskarada) lleva más de 350 representaciones desde 1988.

- Datos: Q1194921